# Sancha Shuiku
Sancha Shuiku (kinesiska: 三岔水库) är en reservoar i Kina. Den ligger i provinsen Sichuan, i den sydvästra delen av landet, omkring 46 kilometer sydost om provinshuvudstaden Chengdu. Sancha Shuiku ligger 463 meter över havet. Arean är 20,9 kvadratkilometer. Trakten runt Sancha Shuiku består till största delen av jordbruksmark. Den sträcker sig 12,1 kilometer i nord-sydlig riktning, och 6,0 kilometer i öst-västlig riktning.
Genomsnittlig årsnederbörd är 1 222 millimeter. Den regnigaste månaden är juli, med i genomsnitt 338 mm nederbörd, och den torraste är december, med 9 mm nederbörd.